# 吡哆醛4-脱氢酶
吡哆醛4-脱氢酶（英語：pyridoxal 4-dehydrogenase，EC 1.1.1.107（页面存档备份，存于））也称为“吡哆醛脱氢酶”，是一种以NAD+或NADP+为受体、作用于供体CH-OH基团上的氧化还原酶。这种酶能催化以下酶促反应：
吡哆醛 + NAD+ {\displaystyle \rightleftharpoons } 4-吡哆醇酮 + NADH + H+
吡哆醛4-脱氢酶分子由4个亚基构成，每个亚基的相对分子质量为26,000±1,000D。这种酶主要参与维生素B6的代谢过程。已有学者提出可利用完整细胞生物转化技术（whole-cell biotransformation），以吡哆醇为原料、吡哆醇-4-氧化酶和吡哆醛4-脱氢酶为催化剂，来生产4-吡哆醇酮（4-pyridoxolactone，PAL）。